# Théo Valls
Théo Valls (Nîmes, 1995. december 18. –) francia labdarúgó, posztját tekintve középpályás.

## Pályafutása
Théo Valls a franciaországi Nîmes városában született. Az ifjúsági pályafutását a helyi Nîmes akadémiájánál kezdte. 
2013-ban mutatkozott be a Nîmes tartalékcsapatában, majd 2014-ben az másodosztályban szereplő első csapatban. Először a 2014. szeptember 23-ai, Châteauroux elleni mérkőzésen lépett pályára. Első gólját 2017. március 3-án, a Bourg-en-Bresse ellen 1–0-ra megnyert találkozón szerezte. A 2017–18-as szezonban 33 mérkőzésen elért két góljával is hozzájárult a klub első osztályba való feljutásában. 
2020. szeptember 22-én hároméves szerződést kötött a svájci Servette együttesével.

## Statisztikák
2023. május 13. szerint
| Klub     | Szezon   | Osztály            | Bajnokság | Bajnokság | Kupa  | Kupa | Nemzetközi | Nemzetközi | Összesen | Összesen |
| Klub     | Szezon   | Osztály            | Meccs     | Gól       | Meccs | Gól  | Meccs      | Gól        | Meccs    | Gól      |
| -------- | -------- | ------------------ | --------- | --------- | ----- | ---- | ---------- | ---------- | -------- | -------- |
| Nîmes    | 2014–15  | Ligue 2            | 5         | 0         | 1     | 0    | —          | —          | 6        | 0        |
| Nîmes    | 2015–16  | Ligue 2            | 22        | 0         | 1     | 0    | —          | —          | 23       | 0        |
| Nîmes    | 2016–17  | Ligue 2            | 32        | 2         | 0     | 0    | —          | —          | 32       | 2        |
| Nîmes    | 2017–18  | Ligue 2            | 33        | 2         | 3     | 2    | —          | —          | 36       | 4        |
| Nîmes    | 2018–19  | Ligue 1            | 31        | 0         | 3     | 0    | —          | —          | 34       | 0        |
| Nîmes    | 2019–20  | Ligue 1            | 23        | 1         | 1     | 0    | —          | —          | 24       | 1        |
| Nîmes    | Összesen | Összesen           | 146       | 5         | 9     | 2    | 0          | 0          | 155      | 7        |
| Servette | 2020–21  | Swiss Super League | 33        | 4         | 2     | 0    | 0          | 0          | 35       | 4        |
| Servette | 2021–22  | Swiss Super League | 32        | 1         | 3     | 1    | 2          | 0          | 37       | 2        |
| Servette | 2022–23  | Swiss Super League | 26        | 3         | 3     | 0    | 0          | 0          | 29       | 3        |
| Servette | Összesen | Összesen           | 91        | 8         | 8     | 1    | 2          | 0          | 101      | 9        |
| Összesen | Összesen | Összesen           | 237       | 13        | 17    | 3    | 2          | 0          | 256      | 16       |

## Sikerei, díjai
Nîmes
- Ligue 2
  - Feljutó (1): 2017–18